# Eurytoma lacunae
Eurytoma lacunae är en stekelart som beskrevs av Bugbee 1967. Eurytoma lacunae ingår i släktet Eurytoma och familjen kragglanssteklar. Inga underarter finns listade i Catalogue of Life.